# Милован Якшич
Милован Якшич (Милован Jaкшић / Milovan Jakšić, 21 вересня 1909, Колашин, Чорногорія — 25 грудня 1953, Александрія, Єгипет) — югославський футболіст, що грав на позиції воротаря, зокрема, за клуби БАСК (Белград) і «Любляна», а також національну збірну Югославії.

## Клубна кар'єра
У футболі дебютував 1929 року виступами за команду клубу «Сокіл», пізніше БАСК (Белград), в якій провів п'ять сезонів. 

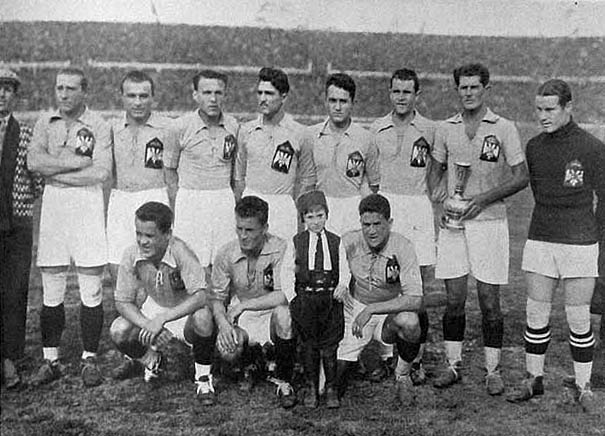
Збірна Югославії під час ЧС-1930 в Уругваї
Стоять: Михайлович, Стефанович, Джокич, Вуядинович, Арсеньєвич, Секулич, Івкович,
Якшич. Сидять: Тирнанич, Мар'янович, Бек

Згодом з 1934 по 1935 рік грав у складі «Славії», а рік по тому повернувся в БАСК (Белград).
1938 року перейшов до клубу «Любляна», за який відіграв один сезон.  Завершив професійну кар'єру футболіста у 1939 році.
Помер 25 грудня 1953 року на 45-му році життя у місті Александрія що в Єгипті.

## Виступи за збірну
1930 року дебютував в офіційних матчах у складі національної збірної Югославії в товариському матчі з Болгарією в Белграді (Югославія виграла 6:1) і закінчив грати за збірну у товариському матчі з Чехословаччиною в Празі у вересні 1934 року. Протягом кар'єри у національній команді, яка тривала 5 років, провів у її формі 9 матчів.
Був учасником чемпіонату світу 1930 року в Уругваї, де зіграв проти Бразилії (2:1), Болівії (4:0) і Уругваю (1:6).

## Титули і досягнення
- Бронзовий призер чемпіонату світу: 1930